# Монголо-Бурятська автономна область
Монголо-Бурятська автономна область — адміністративно-територіальна одиниця РРФСР, що існувала з 9 січня 1922 року по 30 травня 1923 року.
Столиця автономної області — місто Іркутськ .

## Історія
Утворена в південно-східній частині Іркутської губернії і на крайньому заході Забайкальської губернії.
У травні 1923 року Монголо-Бурятська АО разом з Бурят-Монгольською АО були об'єднані в одну Бурят-Монгольську АРСР з центром у Верхньоудинську (з 1934 року — Улан-Уде).

## Ресурси Інтернету
- Адміністративно-територіальний поділ РРФСР [Архівовано 26 січня 2012 у Wayback Machine.](рос.)
- Адміністративні перетворення в Бурятії[недоступне посилання з квітня 2019](рос.)